# Carl Martin Lundgren
Carl Martin Lundgren, född 9 februari 1780 i Vitaby socken, död 18 november 1852 i Ystad, var en svensk affärsman.
Carl Martin Lundgren var son till ladugårdsfogden, senare bryggaren, Hans Lundgren, och bryggaredottern  Boel Christina Löfstedt från Ystad. Familjen flyttade 1783 från Torup till Ystad för att hjälpa till vid och senare överta Löfstedts bryggeri. Carl Martin Lundgren kom i lära hos affärshus i Ystad och Landskrona. Han erhöll även undervisning i tyska av språkmästaren vid Lunds universitet, Wilhelm Julius Leche. År 1805 erhöll han burskap som handlare i Ystad och kom att syssla främst med spannmål och kolonialvaror. Genom sitt giftermål med Margareta Magdalena Giutzelke, dotter till handelsmannen och garverifabrikören Jacob Emanuel Giutzelke, blev han ingift i en av Ystads rikaste familjer. 
Lundgren blev mycket rik under krigsåren 1808-1813 då han fungerade som proviantleverantör åt engelska flottan under dess stationering i Östersjön och även köpte upp kapade fartyg av dem till bra priser. Samtidigt tjänade han pengar på transitohandeln mellan tyska östersjöstäder och England, och var även en av Ystads största redare med trafik den vägen.
Åren 1813-1814 lät han uppföra en palatsliknande byggnad vid Österport i Ystad. Här lät han bland annat inreda en privat teaterlokal för 200 åskådare. Han inköpte ett flertal fastigheter i Ystad och 1820 köpte han Stora Herrestad och senare även Rynge och Glimmingehus. Lundgren erhöll 1818 kommerseråds titel. Under 1830-talet övergav han gradvis handelsrörelsen och började i stället ägna sig åt bankirverksamhet och penningplacering. Han var bland annat brandchef, medlem i stadens äldste och ordförande i hamndirektionen i Ystad. Han var även ordförande i styrelsen för Ystads sparbank 1827-1842 och ordförande i styrelsen för Skånska Privatbanken 1840-1852. 1829 blev Lundgren brittisk vicekonsul.